# Chojnowo (Przasnysz)
Chojnowo [pronunciación en polaco: /xɔi̯ˈnɔvɔ/] Es un pueblo en el distrito administrativo de Gmina Czernice Borowe, dentro del Distrito de Przasnysz, Voivodato de Masovia, en el este de Polonia. Se encuentra aproximadamente 5 kilómetros al este de Czernice Borowe, 7 kilómetros al oeste de Przasnysz, y 92 kilómetros al norte de Varsovia.